# کنت‌نشین بارسلون
کنت‌نشین بارسلون (لاتین: Comitatus Barcinonensis) در ابتدا یک منطقه مرزی تحت حکومت امپراتوری کارولنژی بود. در قرن دهم، کنت‌های بارسلونا به‌تدریج به حاکمان مستقل و موروثی در جنگ دائمی با خلافت اسلامی کوردوبا و دولت‌های جانشین آن تبدیل شدند. کنت‌ها از طریق ازدواج، اتحاد و معاهدات، سایر شهرستان‌های کاتالونیا را تصاحب کردند و نفوذ خود را در امتداد اکسیتانیا گسترش دادند. در سال ۱۱۶۴، کنت‌نشین بارسلونا وارد اتحاد شخصی با پادشاهی آراگون شد. از آن به بعد، تاریخ این کنت‌نشین در تاج آراگون خلاصه می‌شود.

## ریشه
خاستگاه آن به اوایل قرن هشتم بازمی‌گردد، زمانی که مسلمانان کنترل سرزمین‌های شمالی پادشاهی ویزیگوت در اسپانیا و شمال‌شرقی اسپانیا و جنوب فرانسه امروزی را به دست گرفتند. امپراتوری فرانک تحت رهبری پادشاهان کارولنژی سعی در شکست مسلمین داشت. این امر با تسخیر سرزمین‌های سپتیمانیا که مورها در قرن هشتم به آن حمله کردند میسر شد. این امر در نهایت منجر به تشکیل یک منطقه حائل مؤثر بین شبه جزیره ایبری مسلمان با دوک‌نشین آکیتن و پروونس شد.

## نقش فرانک‌ها
این منطقه پس از فتح خیرونا (۷۸۵) و به ویژه از زمانی که در سال ۸۰۱، شهر بارسلون توسط پادشاه لوئی یکم تسخیر و به امپراتوری فرانک ملحق شد، تحت تسلط فرانک‌ها بود. کنت‌نشین بارسلون در آن زمان تأسیس شد و به پادشاه فرانک‌ها خراج می‌داد.
در ابتدا، حکومت این کنت‌نشین، بر عهده اشراف محلی بود. با این حال، سیاست‌هایی که آن‌ها در تلاش برای حفظ صلح با مسلمانان حاکم بر اندلس اتخاذ کردند منجر به متهم شدن ایشان به خیانت نزد پادشاه شد. پس از شکست در یک دوئل، بر اساس قانون ویزیگوت‌ها، حاکم وقت خلع و تبعید شد و دولت این شهر به دست اشراف فرانکی افتاد. با این حال، اشراف ویزیگوت با انتصاب سونیفرد اول از اورگل-سردانیا به عنوان کنت بارسلون در سال ۸۴۴ اعتماد پادشاه را بازیافتند.